# Bernat Fenollar

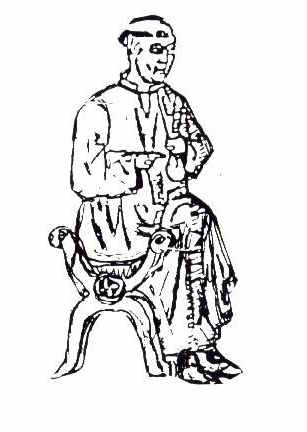
Bernat Fenollar

Bernat Fenollar (* zwischen 1435 und 1440 in Penàguila, Alcoy, Spanien; † 29. Februar 1516 in Valencia) war ein valencianischer Geistlicher, Kulturförderer und Poet. Er trug den Titel eines Mossen, welcher dem eines Cavallers ähnlich war. Bernat ist die katalanische Schreibweise des Vornamens. In der Literatur findet man gelegentlich auch die spanische Form Bernardo.

## Leben
Bernat Fenollar wurde zwischen 1435 und 1440 in Penàguila, einem kleinen Ort im Bezirk Alcoy in der Provinz Alicante geboren und entstammte einer angesehenen Familie. Sein Vater war Juan Fenollar und seine Mutter hieß Violante. Er hatte einen Bruder Mateo und eine Schwester Isabel. Vom Jahre 1467 datieren die ältesten Hinweise, dass Fenollar in der Kathedrale von Valencia eine Funktion (sotsobrer) innehatte. Später wurde er Dompfarrer und Vorsteher. 1497 gründete er ein Vikariat in der Pfarrei von San Lorenzo Mártir, wo er auch als Vikar tätig war. 1503 war er Konkursverwalter der Stadt und 1510 wurde er zum Professor für Mathematik an der Universität von Valencia gewählt. Ebenso stand er in engem Kontakt mit König Ferdinand II. von Aragon, für welchen er als Korrespondenzsekretär und als Kaplan und Leiter des Chores tätig war.
Bernat Fenollar tritt besonders als Kulturförderer und Organisator von literarischen Wettbewerben hervor. Er galt aber auch selbst als einer der führenden Poeten seiner Zeit und gehörte zur Escola Satírica Valenciana. In seinem Haus versammelte sich einer der bedeutendsten Literatenzirkel der Stadt, in dessen Versammlungen die katalanische Sprache zelebriert und ihr zu einer großen Blüte verholfen wurde. Im Zentrum stand die Freude an der Poesie und die Atmosphäre war kameradschaftlich, was sich in den vielen Co-Autorwerken widerspiegelt. Berühmte Mitglieder dieses Zirkels waren: Jaume Gazull, Joan Moreno, Pere Martínez, Joan Escrivà, Narcís Vinyoles, Francesc de Castellví und Baltasar Portell.
Fenollar war Sekretär der Jury des Dichterwettbewerbs vom 25. März 1474, an welchem er auch selbst teilnahm. Die Ergebnisse dieses Wettbewerbs wurden zusammengestellt und als erstes Buch Spaniens unter dem Titel Obres o trobes de laors de la Verge Maria gedruckt.

## Werke (Auszug)
- Scachs d’amor, zusammen mit Bernat Fenollar und Francesc de Castellví i de Vic, 1470–1490
- Gedichte enthalten in „Obres o trobes de laors de la Verge Maria“, anlässlich des Dichterwettbewerbs 1474
- Respon lo reuerent Mossen Fenollar preuere tirant al marçapa (1486)
- Lo Passi en cobles (1493)
- Lo procés de les olives (1497)
- Obra feta sobre un deport de la Albufera
- Questió moguda per Mossen Fenollar preuere a Mossen Iohan Vidal preueve a en Verdanxa e a en Velaspinosa notaris: la qual questio es disputada per tots e de aquells sentenciat per Miguel Stela
- Demana adeuinatiua de Mossen Fenollar a D. Franci de Castellui e a Vinyoles
- Sola feta por los tres damunt dits cascu un vers
- Cobla q. moss. fenollar trames a moss. corella q. legint la tota diu mal e legint la per mitad diu be

## Schachliche Bedeutung
Bernat Fenollar war Mitverfasser des Schachgedichts Scachs d’amor, die erste schriftliche Referenz an das mit neuen Regeln (insbesondere die Zugart von Dame und Läufer) gespielte Schachspiel. Er gilt deshalb, zusammen mit seinen Co-Autoren Francí de Castellví und Narcís Vinyoles sowie dem Autor Francesc Vicent als Mitbegründer des modernen Schachs. Es war in Bernat Fenollars Literatenzirkel und in seinem Haus, in welchem sich die literarisch-intellektuelle Elite Valencias traf und die neuen Spielregeln in Gedichtform zelebrierte. Im Scachs d’amor agiert Fenollar als Schiedsrichter des Spiels. Aus den Beziehungen zu den valencianischen Buchdruckern lässt sich eine Verbindung herstellen zwischen der Gruppe um Fenollar und den ersten Schachautoren Francesc Vicent und Luis Ramírez Lucena. So druckten sowohl Lope de Roca (alias Stein) "Alemany", welcher 1495 Vicents Buch druckte, als auch Leonard Hutz, 1497 der Drucker von Lucenas Buch, zahlreiche Werke aus Fenollars Literatenzirkel.